# Municipio de East Hanson
El municipio de East Hanson (en inglés: East Hanson Township) es un municipio ubicado en el condado de Brown en el estado estadounidense de Dakota del Sur. En el año 2010 tenía una población de 116 habitantes y una densidad poblacional de 1,24 personas por km².

## Geografía
El municipio de East Hanson se encuentra ubicado en las coordenadas 45°22′16″N 98°3′9″O / 45.37111, -98.05250. Según la Oficina del Censo de los Estados Unidos, el municipio tiene una superficie total de 93.21 km², de la cual 92,97 km² corresponden a tierra firme y (0,25 %) 0,24 km² es agua.

## Demografía
Según el censo de 2010, había 116 personas residiendo en el municipio de East Hanson. La densidad de población era de 1,24 hab./km². De los 116 habitantes, el municipio de East Hanson estaba compuesto por el 99,14 % blancos y el 0,86 % eran de una mezcla de razas. Del total de la población el 0,86 % eran hispanos o latinos de cualquier raza.